# Полски праведници на света
Поляците заемат първо място сред националностите, отличени с почетното израелско звание праведник на света за оказана помощ на евреите по време на Втората световна война, признавано от националния Мемориал на катастрофите (Холокоста) и героизма Яд Вашем.

## Брой
До 1 януари 2016 г. в Полша с медал праведник на света са отличени 6620 поляци, т.е. около 25% от всички отличени. Някои историци смятат, че броят на поляците, помагали на евреи, е значително по-голям. Според историка Ханс Фюрт поляците, помагали на евреи по време на Втората световна война, са над един милион. Шведският историк Гунар Паулсон забелязва, че вероятно около 100 хиляди поляци заслужават този медал, като стотици помагали по някакъв начин, а по-голямата част от полското общество поне е била „позитивно неутрална“ (т.е. дори и да не са помагали активно, не са сътрудничили с окупаторите). Евреите получават помощ от отделни хора, от цели семейства и селца, от част от съпротивителното движение, както и от специално предназначени за целта организации, а също така и от Съвет за помощ на евреите „Жегота“.

## Характеристика
Ела Линде от института Яд Вашем провежда анализ на мотивите на група от 4119 поляци, удостоени с този медал, и обособява няколко групи. Най-голяма била групата на хората, спасяващи евреи поради дългогодишно познанство преди войната – 49 %. На второ място – 43 % – споделят като мотив човешкото отношение, което произтича от неодобрението за жестоко отношение към евреите и спонтанно взето решение за помощ по морални съображения. Останалите са: политико-идеологически – 5,75 %, религиозни – 2,1 %, а 0,7 % са монахини. В групата дори има антисемити, които са 0,17 %. Тези изследвания са поместени в двутомната „Енциклопедия на праведниците на света“ през 2004 г. в Израел.
Групата на полските праведници на света е разнообразна по степен на образование, имотно състояние, професия, мироглед или политически симпатии.
Полската католическа църква оказва голяма помощ, като свещеници, монаси и монахини укриват евреи в манастирите, ангажират се с хуманитарна помощ и с издаването на фалшиви кръщелни свидетелства и удостоверения за раждане. Историците установяват, че евреи биват укривани в над 70 мъжки манастири в Полша. Много монахини спасяват евреи в сътрудничество с Жегота, най-вече деца от гетата, и са удостоени с този медал.
С медал са удостоени членове и сътрудници на Жегота – единствената организация в окупираната от Германия Европа, основана с цел да помага на преследваните евреи.
С част от медалите са наградени хора, които помагат косвено на евреите, като информират обществото за Холокоста. Най-известният човек награден за този тип дейност е Ян Карски.
Голяма група от праведниците на света са поляци, убити от нацистите за укриване или оказване на помощ на евреи по време на окупацията. Най-често това са отделни индивиди, но съществуват и случаи, когато за укриване на евреи биват унищожени цели села, в които биват убити всички жители.

## Удостоени с медал
Няколко десетки свещеници: Бруно Богушевски, Станислав Фалковски, Миколай Ференц, Владислав Гловацки, Марцели Годлевски, Юзеф Горайек, Антони Каня, Михал Кубацки, Албин Малишяк, Станислав Мазак, Александер Ошецки, Анджей Ошикович, Ян Патшик, Ян Павлицки, Ян Поддебняк, Ян Рачковски, Ян Шелевич, Адам Скалбаня, Франчишек Сморчевски, Витолд Столарчик, Клеменс Шептицки, Адам Щарк, Витолд Шимчукевич, Людвик Волски, Людвик Вродарчик, Мечислав Завадзки, Ян Завжицки, Игнаци Жичински.
Монахини като сестра Матилда Геттер, която се съгласява да приеме всяко дете спасено от гетото, близо 500 еврейски деца намират убежище в католическите приюти, управлявани от Сестрите Францисканки. За укриването на еврейски деца, с медал е наградена сестра Елеонора Килиан. С медал е удостоена също така учителката Олга Завадзка, която по време на окупацията, спасява от смърт в лагерите три еврейки.
- Юзеф Адамович – убит в краковско гето, защото осигурявал храна на др. Юлиан Александрович,
- Ирена Адамович – посредник между гетата в окупирана Полша,
- Винценти Антонович заедно с жена си Ядвига и дъщеря си Луцина – осигуряване на храна и транспорт,
- Марек Фердинанд Арчински – грижи се за 4 хил. евреи, които се укриват извън гетото,
- Винценти Баранек с жена си Луция – разстреляни заедно с укриващите се евреи в село Шедлиска,
- Владислав Бартошевски – помага на евреите,
- Витолд Бенковски – съосновател на Жегота,
- Анна Борковска – спасява 17 млади еврейски ционисти, които се укриват в сиропиталище във Вилнюс,
- Франчишек Банашевич с жена си Магдалена и децата им – укриват 15 души в бункер в околностите на град Пшемишъл,
- Шчепан Брадло – заедно със семейството си спасяват 16 души,
- Владислав Хомс – помага в бягството и укриването на евреи от лвовското гето,
- Зофия Червинска – арестувана от Гестапо за укриване на двама евреи от гетото и преместена в лагера Аушвиц, където умира,
- Тадеуш Чежовски – укрива в жилището си 8 бегълци от вилнюско гето, а после им помага да избягат с помощта на фалшиви документи,
- Кристина Данко – укрива четиричленно еврейско семейство,
- Ян Добрачински – настанява еврейски деца в католически сиропиталища,
- Мария Федецка – спасява 12-членно семейство, което се укрива във Вилнюс,
- Мечислав Фогг – укрива в своето жилище еврейски приятели, а също така и еврейско семейство,
- Анджей Гарбулински – убит заедно със сина си за укриването на семейство Alfenbeins,
- Антони Гаврилкевич – спасява три еврейски семейства, общо 16 души,
- Матилда Геттер – монахиня, която укрива в католически сиропиталища 550 еврейски деца от варшавското гето,
- Марцели Годлевски – католически свещеник, който укрива около 100 евреи и им издава фалшиви актове за раждане,
- Юлиан Гробелни с жена си Халина спасява голяма група еврейски деца,
- Ирена Гут – спасява 16 души,
- Антони Имьолек заедно с жена си Чеслава – укриват двама евреи през цялата война,
- Хенрик Ивански – снабдяване с оръжия както и военна подкрепа във въстанието във варшавското гето,
- Ярослав Ивашкевич заедно с жена си Анна – укриват евреи в своя имот в Подкова Лешна,
- Стефан Ягоджински – спасява тричленно семейство,
- Станислав Яшински заедно с жена си Еугения – осиновяват еврейско дете,
- Александер Камински – съдейства при организацията на еврейската съпротива във варшавското гето,
- Мария Канн – сътрудник на Жегота, дава информация за Холокоста,
- Ян Карски – първите в света официални рапорти за Холокоста, както и информационна мисия на Запад,
- Тереса Янина Керочинска – по време на окупацията укрива хора с еврейско потекло (документирани са 5 души), изпраща колети с храна и дрехи в лагера в Аушвиц,
- Лода Комарницка – набавяне на фалшиви документи, храна и информация на евреите от гетата,
- Анна и Станислав Копец – от 1942 г. до 1945 г. укриват в своя дом в Совин децата на семейство Абрахам и Хелена Крюгер,
- Зофия Коссак-Шчуцка – помага на стотици евреи, най-вече деца,
- Мария Котарба – известна като ангела от Аушвиц, доставя храна и лекарства на евреите, затворени в лагера,
- Адам Ковалски заедно с жена си Бронислава и 5 си деца – убити за укриването на двама евреи,
- Владислав Ковалски – укрива 50 евреи в близост до Варшава,
- Стефан Корбонски – информира правителството в Лондон както и Би Би Си за изтреблението на евреите,
- Ванда Крахелска – укрива вдовицата на еврейски историк,
- Йежи Кренпец и Ирена Кренпец – спасяват над 30 евреи в своето имение в Голомбки,
- Зигмунт Кориата заедно с родителите си – убити за укриването на две еврейски деца,
- Йежи Лерски – дава информация за преследването и изтреблението на евреи,
- Ерик Липински – подготвя фалшиви документи на укриващите се евреи,
- Чеслав Милош заедно с брат си Анджей – укриване на евреи по време на войната,
- Игор Неверли – спасява паметника на Януш Корчак, укрива еврейски журналисти от гетото,
- Вацлав Новински с жена си Янина и сина си – полицай, помага в укриването на евреите,
- Тадеуш Панкевич – притежавал единствената аптека в Краков, раздава лекарства безплатно,
- Алфреда и Болеслав Петрашек – спасяват 18 души от няколко еврейски семейства,
- Сестрите Стефания и Хелена – в продължение на две години и половина укриват 13 евреи в Пшемишъл,
- Ян Пухалски заедно с жена си Анна – укриват 6 евреи в продължение на 17 месеца,
- Вацлав Питковски – помага на евреите в рамките на организацията Rada Główna Opiekuńcza,
- Франчишек Рашея – арестуван от Гестапо по време на операция на евреин от гетото и убит заедно с пациента, семейството му, еврейските лекари и медицински сестри,
- Мария Роговска-Фалска – укриване на еврейски деца, сътрудничи с Януш Корчак,
- Мария Рогожинска – укрива най-малко двама евреи, за което е убита заедно с тригодишния ѝ син,
- Конрад Рудницки с майка си Мария – укриват еврейско семейство,
- Ядвига Салек-Денеко – разстреляна заедно с 11 еврейки за укриване на еврейско семейство в дома си,
- Клеменс Шептицки – помага на евреите,
- Болеслав Шчигел заедно с жена си Ирена и децата си – в продължение на 8 месеца укриват Рут Грюнер,
- Ирена Сендлерова – създадената от нея група спасява 2,5 хиляди еврейски деца от варшавското гето,
- Хенрик Славик – помага да се спасят около 5 хиляди полски евреи в Будапеща като им издава фалшиви паспорти,
- Юзеф Собешак – успява да спаси около 500 души,
- Леополд Соха заедно с жена си Магдалена – укриват 10 евреи,
- Барбара заедно със сина си Йежи Шацки – укриване на евреи,
- Юзеф Ткачик с жена си Зофия и дъщеря си Геновефа – укриват еврейско семейство,
- Юзеф Улма заедно с жена си Виктория и 6 си деца – укриват 8 евреи, за което биват убити заедно с тях,
- Рудолф Вайгъл – медицинска помощ и укриване на евреи,
- Хенрик Волински – укрива в своето жилище 25 евреи и помага на 283,
- Анна Воловска – помага на еврейски деца и спасява едно от тях,
- Павел Зенон Вош заедно с родителите си Павел и Анна – контрабандират 12 евреи от варшавското гето,
- Йежи Загурски с жена си Мария – укриват 18 евреи в своя дом,
- Ян Жабински с жена си Антонина – укриват стотици евреи във варшавския зоопарк.

## Екранизации
Историите на някои от полските праведници на света са екранизирани в игрални и документални полски и чуждестранни филми:
- През 2002 г. излиза документалният филм с режисьор В. Линдвер Kurierzy, których nikt nie słuchał, който разказва за мисията на Ян Карски и за поляците, които се опитвали да насочат вниманието на Запада върху Холокоста в окупирана Полша,
- През 2002 г. е сниман документалният филм „Списъкът на Шиндлер“ (реж. М. Дуджевич),
- През 2003 г. излиза филмовият репортаж „Моят баща Хенрик Славик“, в който Кристина Кутермак, дъщеря на Хенрик Славик, разказва спомените си за дейността на своя баща. Година по-късно излиза документалният филм „Хенрик Славик – полският Валенберг“ (с реж. М. Малдис) посветен на Хенрик Славик,
- През 2004 г. излиза документалният филм с режисьор А. Бачински „Цената на живота“, който разказва за убито от немците семейство понеже са укривали евреи,
- През 2004 г. излиза филмът „Лъжичка живот“, който разказва историята на Елжбета Фицовска,
- През 2008 г. е заснет полският документален филм „Полски праведници“ с режисьор Юлия Поплавска,
- През 2009 г. излиза американският игрален филм "Децата на Ирена Сендлерова” (с режисьор Джон Кент Харисън), който разказва за живота на Ирена Сендлерова,
- През 2009 г. е заснет полският военен сериал посветен на праведниците на света със заглавие „Праведниците“,
- През 2011 г. е заснет полско-немска-канадската военна драма „В мрака“ с режисьор Агнешка Холанд.